# Veratrum tonussii
Veratrum tonussii là một loài thực vật có hoa trong họ Melanthiaceae. Loài này được Poldini mô tả khoa học đầu tiên năm 2001.